# The End (cortometraje)
The End es un cortometraje dirigido por Eduardo Chapero-Jackson estrenado en la Expo de Zaragoza y en cines el 29 de junio de 2009 integrado en la trilogía A contraluz junto a los dos cortometrajes anteriores de Chapero-Jackson. Se aproxima al género del western para hablar sobre la escasez de recursos.

## Sinopsis
La escasez de agua en el noroeste de Estados Unidos provoca graves altercados en busca de la supervivencia.

## Producción

### Guion
La idea del director era mostrar cómo sería el mundo con la escasez de agua y cómo influiría al comportamiento entre las personas. El protagonista, Samuel Roukin, explicó que si bien en los noventa no era una preocupación, en 2008 sí lo era y que le da miedo.

### Rodaje
El rodaje se llevó a cabo durante una semana en el desierto de Almería.